# Гуспіні
Гуспіні, Ґуспіні (італ. Guspini, сард. Gùspini) — муніципалітет в Італії, у регіоні Сардинія,  провінція Медіо-Кампідано.
Гуспіні розташоване на відстані близько 420 км на південний захід від Рима, 55 км на північний захід від Кальярі, 23 км на захід від Санлурі, 14 км на північний захід від Віллачідро.
Населення — 12 100 осіб (2014).
Щорічний фестиваль відбувається 6 грудня. Покровитель — святий Миколай di Mira.

## Демографія
Населення за роками:

Станом на 1 січня 2023 року в муніципалітеті офіційно проживали 124 іноземці з 25 країн, серед них 55 громадян країн Євросоюзу та 13 громадян України.

## Сусідні муніципалітети
- Арбус
- Гонносфанадіга
- Пабіллоніс
- Сан-Ніколо-д'Арчидано
- Терральба